# Martha Andrade de Del Rosal
Marta Andrade Guzmán (Nogales, Sonora, 7 de febrero de 1920 - 2000), también conocida como Marta Andrade del Rosal, fue una profesora, política mexicana y activista en pro del sufragio femenino en México. Fue diputada federal en tres ocasiones, siendo la primera mujer mexicana en presidir la Cámara de Diputados en 1965, por el Partido Revolucionario Institucional.

## Biografía
Realizó estudios en las escuelas Normal Rural de Actopan, Hgo., Nacional de Maestros y Normal Superior. Fue profesora especializada en ciencias sociales, lengua y literatura, y tomó cursos de posgrado en la Universidad de Claremont Pomona College, Cal., E.U.; laboró en jardines de niños y en planteles de enseñanza primaria, secundaria y superior.

## Carrera Política
Fungió como directora juvenil de grupos femeninos del Partido de la Revolución Mexicana (PRM). Llevó a cabo una campaña por la plenitud de los derechos cívicos de la mujer y organizó la Asamblea Magna Femenil del PRM.  En 1939 se afilia al PRI donde fue secretaria de acción femenil y secretaria general del comité del Distrito Federal además de secretaria de acción femenil de la Confederación Nacional de Organizaciones Populares. Para 1942 llevó a cargo la organización de las primeras guarderías infantiles oficiales y fundó varias cooperativas de producción de ropa, juguetes y artesanías. Fue oradora oficial de los candidatos a la presidencia por su partido. Participó en el comité Organizador de los Juegos de la XIX Olimpiada, y gobernó la Villa Olímpica (1967-1968). Fue nombrada Mujer del Año por su actividad político-social (1968). De igual forma fue subdirectora de habitación Popular, directora de acción social y Cultural y delegada del Departamento del distrito Federal en Iztapalapa, representante ante la Asamblea General del Instituto del Fondo Nacional para la Vivienda de los Trabajadores (Infonavit), oficial mayor y secretaria general del comité directivo del Partido Revolucionario Institucional, PRI en la Ciudad de México. Igualmente, participó como asistente en el Foro Año internacional de la mujer, México 1975.